# Parque Estadual Lagamar de Cananéia
O Parque Estadual Lagamar de Cananéia é um parque estadual de São Paulo criado em 21 de fevereiro de 2008 (17 anos) a partir do antigo Parque Estadual de Jacupiranga. Integra o Mosaico de Unidades de Conservação do Jacupiranga, sendo uma das maiores porções de Mata Atlântica do Brasil. Importante para manutenção de ecossistemas marinhos e habitat do criticamente em perigo mico-leão-de-cara-preta.
A área total de conservação do Parque Estadual Lagamar de Cananéia é de 40.759 ha, conforme o Instituto Socioambiental.A Fundação Florestal afirma que “Por ser uma Unidade de Conservação de Proteção Integral, o Parque Estadual Lagamar de Cananéia busca atingir objetivos, como a preservação dos ecossistemas e da diversidade genética e a pesquisa científica, além das atividades de educação ambiental e ecoturismo. 